# Observatoire Haystack
L'observatoire Haystack (Haystack Observatory) est un observatoire astronomique radio situé à Westford (Massachusetts), États-Unis, et dirigé par le Massachusetts Institute of Technology (MIT). Il a été originellement construit par le laboratoire Lincoln pour servir l'United States Air Force et était connu sous le nom de Haystack Microwave Research Facility.
Le cratère Haystack Vallis (en) de Mercure est nommé d'après cet observatoire.
Le site est également l'hôte de l'observatoire Millstone Hill (en), un centre de recherche en sciences atmosphériques.

## Historique
La construction de l'observatoire Haystack commence en 1960. L'antenne entre en opération en 1964. En 1970, les installations sont transférées au MIT, qui crée, en collaboration avec d'autres universités, la Northeast Radio Observatory Corporation (NEROC) pour gérer le site.